# Архиепархия Джяково-Осиек
Архиепархия Джяково-Осиек (лат. Archidioecesis Diacovensis et Osijekensis, хорв. Đakovačko-osječka nadbiskupija) — католическая архиепархия-митрополия латинского обряда в Хорватии с центром в городе Джяково. Одна из пяти архиепархий страны. Суффраганными епархиями митрополии являются епархия города Пожега и Сремская епархия в соседней Сербии.

## История

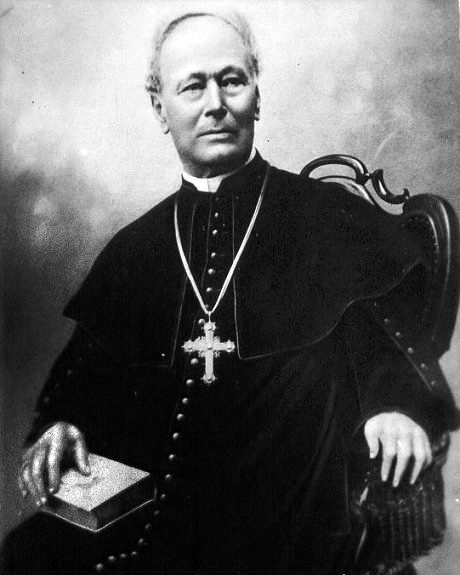
Йосип Юрай Штроссмайер

Архиепархия исторически восходит к Сремской епархии, основанной в IV веке в римском городе Сирмиум (ныне Сремска-Митровица, Сербия). После поселения на этих землях славян и принятия ими христианства епархия сохранилась. В XVI веке вся её территория была завоёвана турками, епархия уничтожена. После отвоевания Славонии у турок в начале XVIII века Сремская католическая епархия была воссоздана, в 1773 году она была объединена с Боснийской католической епархией и поставлена в подчинение Загребской митрополии. Во второй половине XIX века епархию возглавлял видный деятель католической церкви этого периода Йосип Юрай Штроссмайер, весьма почитаемый в современной Хорватии за активную деятельность в сфере национально-культурного возрождения.
В 1963 году диоцез был переименован в епархию Джяково-Срем. 18 июня 2008 года епархия была возведена в статус архиепархии-митрополии и переименована в архиепархию Джяково-Осиек, в качестве суффраганных епархий ей были подчинены Пожегская епархия и Сремская епархия с центром в сербской Сремске-Митровице.

## Современное состояние
По данным на 2013 год в архиепархии Джяково-Осиек насчитывалось 546 000 католиков (85,2 % населения), 255 священников и 153 прихода. Кафедральным собором архиепархии является Собор св. Петра в Джяково, сокафедральным — Собор святых Петра и Павла в Осиеке. Кафедральный собор — один из семи соборов страны, носящих почётный статус «малой базилики». В настоящее время архиепархию возглавляет архиепископ митрополит Джуро Хранич.

## Ординарии
- Антон Мандич (Anton Mandic) (1806—1815);
- Эмерик Кароль Раффай (Emeric Karol Raffay) (1816—1830);
- Йосип Юрай Штроссмайер (Josip Juraj Strossmayer) (1850—1905);
- Джованни Батиста Крапач (Giovanni Battista Krapàc) (1910—1916);
- Антонио Акшмович(Antonio Akšmovic) (1920—1942) в период 1950—1959 был апостольским администратором;
- Степан Баурлейн (Stjepan Bauerlein) (1959—1973);
- Цирил Кос (Ciril Kos) (1974—1997);
- Марин Сракич (Marin Srakić) (1997 — 18.04.2013);
- Джуро Хранич (Đuro Hranić) (18.04.2013 — по настоящее время).